# Liste des clans Vili
Comme le montre l'histoire universelle des peuples d'Afrique noire, les villages sont créés sur une basse ethno-clanique. Les habitants y vivent donc par clan.
Le peuple vili n'échappe pas à cette règle.
Les unités ethniques modernes sont le résultat d'un équilibre géographique momentané. Au sein d'un même groupe ethnique, les rivalités claniques découlent le plus souvent de rivalités territoriales ou de préséances traditionnelles, notamment par le brassage entre les anciens occupants, leurs héritiers plus ou moins directs et les groupes nouveaux venus.
Au royaume de Loango, comme chez les peuples Kongos, le système de parenté se fait par l’intermédiaire du sang. Ce vecteur essentiel qui se transmet par la mère, détermine l’organisation de la famille. En Vili « Lika : nda », représente l’élément principal du cercle de parenté et de l’édifice social.
Le « Lika : nda » forme un grand groupe de membres à filiation unilinéaire à partir d’une ancêtre commune et désigné sous le terme de clan.
Le terme « tchifu : mba » correspond plutôt à la notion de lignage (groupement plus restreint que le clan), et peut aussi s’employer pour désigner un vaste groupement de plusieurs ethnies.

## Caractéristiques du clan
Le clan Vili se distingue par,:
- son nom qui est celui de l'ancêtre divinisé (Nkisi Si)
- son origine
- un sanctuaire (Tchibila)
- un ou plusieurs emblèmes (Mvila), animal ou végétal, qui fut adopté par un ancêtre lors d'un évènement marquant.
- un slogan ou devise (N'tandulu) rappelée en toute circonstance solennelle
- un terroir comprenant les terres (N'toto) et la forêt (Libuku) avec des attributs de souveraineté ainsi que d'autres critères particuliers.

## Les 27 clans primordiaux Kongo de Diosso

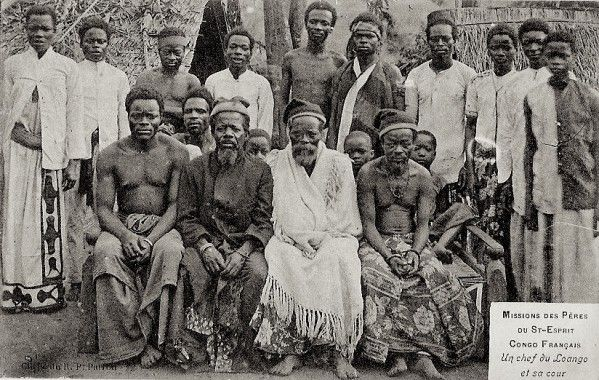
Un chef de Loango et sa cour. (Congo Français, 1910).

La dynastie des Bouvandji, épaulée par une puissante confrérie de forgerons et en s’appuyant sur un corps de guerriers entreprenants, s’imposa aux populations locales de la côte de Loango, Compte tenu de leur comportement tyrannique, les Bouvandji furent chassés du pouvoir par une insurrection populaire.
Les notables (biva bi Lwangu) des 27 clans primordiaux Kongo jouèrent un rôle prépondérant dans la suite de cette rupture dynastique. Ils envoyèrent une délégation au village Banana, non loin de Moanda, où se trouve le sanctuaire (« tchibila ») consacré à Bun : zi, entretenu et gardé par le Tchinthomi Tchibun : zi, le grand prêtre officiant pour cette déité. Sous les recommandations de ce dernier, une fillette nommée Nombo Sinda, fut choisie puis élevée par le Nthomi Bun : zi, qui la déflora et la féconda. Nombo Sinda fut alors ramenée par mer et débarqua non loin de Diosso, sur une place qui reçut le nom de Sinda de cet événement et le porte encore.
Nombo Sinda appartenait au clan Nkondi et fut mariée à un homme avec qui elle donna naissance à une fille dénommé Moë Nthumba, puis à un fils, Moë Poati, qui devait être le premier héritier de la nouvelle dynastie.
Très tôt la nouvelle dynastie se scinda en deux clans dont la rivalité politique attribua aux 27 clans primordiaux de Bwali un rôle décisif d’arbitre électoral. Ce sont les deux clans éligibles au trône de Ma Loango: Les Kondi et les Nkata.
Toujours de nos jours, l'Assemblée des chefs de chacun des 27 clans primordiaux, présidée par le Ma-Mboma-Si-Loango (Chancellier du royaume) elit le futur Mâ Loango (monarque).
Et c'est le Ma-Mboma-Si-Loango qui préside les cérémonies d'intronisation du nouveau monarque.
L'un des plus célèbres d'entre eux était Jacques Tchitembo dit le "maire de Bwali".
| Nom du clan         | Autre appellation du clan | Emblème                 | Slogan         |
| ------------------- | ------------------------- | ----------------------- | -------------- |
| Tchiali             |                           | Nguali (Perdrix)        | N'Ziuk N'Djili |
| Lumpundzu           |                           | Nguali (Perdrix)        |                |
| Tchitchiniambi      |                           | Nguali (Perdrix)        |                |
| Tchikoka Tchimbeli  |                           | Nguali (Perdrix)        |                |
| Tchigombi           |                           | Nguali (Perdirx)        |                |
| Silu Tchitalayayilu |                           | Nguali (Perdrix)        |                |
| Tchissanga          |                           | Nguali (Perdrix)        |                |
| Nzimbu Tchiyendi    | Nzimbu Tchinkoko          | Nguali (Perdrix)        |                |
| Tchimani            | Mbula Ntchita             | Mbandi (Iguane)         |                |
| Tchivutu Mani       |                           | Mbandi (Iguane)         |                |
| Tchiniambi Nkafi    | Mata Tchiniambi Nkafi     | Mbandi (Iguane)         |                |
| Lusunzi Niambi      |                           | Nkombo (Cabri)          |                |
| Tchitinssi          | Mantchendende             | Nkombo (Cabri)          |                |
| Kaï                 | Kendjila                  | Nkombo (Cabri)          |                |
| Tchimpwatufi        | Nkongo                    | Nziku (Chimpanzé)       |                |
| Bulolo              |                           | Nziku (Chimpanzé)       |                |
| Mpanzwangu          |                           | Nziku (Chimpanzé)       |                |
| Tchibelo            |                           | Nkabi (Antilope)        |                |
| Sabi                | Ntchiendji                | Nkabi (Antilope)        |                |
| Tchiniambi Nkasi    |                           | Nkabi (Antilope)        |                |
| Tchizoloangu        | Matala                    | Nkabi (Antilope)        |                |
| Mpingu              |                           | Nsesse (Gazelle)        |                |
| Tchilolo            | Nlofo                     | Nsesse (Gazelle)        |                |
| Bwiya Sangulufutu   |                           | N'kusu (Perroquet       |                |
| Tchisusu            | Tchimbembo                |                         |                |
| Tchissesse          |                           | Mvuli (Antilope Cheval) |                |
| Mboma Luangu        |                           | Tchimbolo (Crocodile)   |                |

## Liste des clans Lwaangu
La classification adoptée ici se base sur l'aire géographique sur laquelle ledit clan s'est établi.
Le vocable "bass" placé devant le nom du clan désigne littéralement les gens qui constituent le clan. Pour des raisons de clarté, la liste est présentée sans ce préfixe.
Certains clans comme par exemple, les Tchiyendji ou les Tchindinke se retrouvent sur plusieurs aires géographiques du fait de leur migration progressive sur le territoire. C'est ce qui explique que le clan Tchiyendji (ou Bass Tchiyendji) se retrouve de Mayumba (Gabon) à Landana (Cabinda). Sur toute la côte et même dans certaines localités à l'intérieur du Loango. Ce clan est très dispersé dans le Royaume. Lubieng lu Ngom explique que Ngom et Tchidendi, frère et sœur, venaient de Mayumba. Ils s'installèrent à Bwali.
En ce qui concerne le clan Tchiali, il habitait originellement la région de Landãna au Cabinda, pays où il possédait terres et génies (bakisi basi). Mpazwangu, le frère et Nziuka, la sœur, deux génies du clan, décident à une période indéterminée, d'émigrer pour s'installer à Bilala. Ils y feront venir quelques membres du clan par révélation. Par la suite, Nziuka aura pour fils, Tchikundzi.

### Madingo-Kayes
- Bas' Kaku
- Bas' Tchiange
- Belolo
- N"Dimbe
- N'Kanga
- Tchiyombo
- Tchibindu
- Mubuku
- N'Tchiena
- Tchisono
- Tchiyendji
- Tchipundji
- Tchi-Nitchiluku
- N'Zatchi
- Tchimpoko
- Buyi
- Tchimbome-Kaye
- Mebuku
- Tchisinge-Tchi-Kuani
- Buku-li Tchibangu
- Weli
- Tchiafula
- Tchizonzo
- M'Bale
- Buesi
- Bivumbi
- N'Dumbi
- Sesa
- M'mandu
- Biva-Biluangu
- Madingu
- Tchinge
- Tchi-Tchiame
- M'vuba
- M'tale-M'tale N'nage
- Tchibelo
- Bukongo
- Senge
- Yange
- Kuendi
- Tchindike
- Sumbe
- Tchiganga-Mafuka
- Tchiganga-Mvandji
- N'Kondo
- Tchisona
- Makasu
- M'bome
- Yungu
- N'Yema
- Tchisonzo
- Buvandji
- Tchialeyombi
- Tchimbundu
- N'Lambe
- N'Goma Tchilunge
- Tchibongo
- M'Bondo Bifundi
- Tchimondo
- Tchi-Tchiendji
- Tchivûtu
- Tchiese
- M'Penge
- N'Setchi
- Yubi
- Tchimvuvutu-Tchibimba-Fundi
- M'Puku-i-Manze
- N'Konrto
- Tchi-Ntchièto

### Conkouati
- Bas' Bakambu (jusqu'aux confins de la localité de Ntié-Ntié)
- Bas' Kukongo (jusqu'à Tikodo)
- Bas' Bakambu (jusqu'à Tandu Kiengi)
- Bas' Bakongo (jusqu'à Matinu)
- Bas' Badumbi (jusqu'à Tchibondji)
- Bas' Bivabiluangu (jusqu'à Vuadu - Mavandu)
- Bas' Bakambu (jusqu'à Nkumbi)

### Diosso- Loubou - Lemba
- Bas' Kondi
- Mvumvu
- Sabi
- Tchintchisi
- Tchiyendji
- Bulolo
- Mongo-Lumbu-Tchikondi
- Mambe Me Kond
- Tchibelo
- Tchimpundji
- Madingu
- Tchi-Tchiame
- Tchimpungu
- Tchisamanu
- Milemba
- Tchimanzi-Mboma
- Tchimbebote
- Tchingange Bin
- Tchingange Mvandji
- M'Bombo
- Yungu
- Mbambe

### Mbanda -Ngoyo- Fouta - Nzassi - Tchimbamba -Djeno
- Bas' Tchingu-Mpandji
- Tchikuta
- Tchingande Ngoyo
- Tchi Mvasi
- Kukongo
- Mantali
- Mandu
- Tchimbamba
- Nkabi
- Tchibana
- Tchikata
- Tchisamanu
- Mvuba
- Tchimanzi Mboma
- Tchiamb
- Mboti Ngnundu
- Tchitamba
- Tchimbungu
- Tchikasi-Tchi-Mbuke
- Mbome Tchi Bambuka
- Tchikuimina
- Tchivundji
- Mpita
- Mbome Tchivundu
- Tchisengeli
- Tchilasi-Mvumvu
- Tchingogolo
- Nkata
- Mvumvu

### Mongo-Tandu
- Bas' Mambe Me Kondi
- Mankoso
- Tchiniambi
- Tchifundji
- Tchimbusi
- Tchingange Bine

### Mpili - Tchingoli - Tchimpila - Tchissanga - Tchintanga - Tchimpassi - Tchikoulou
- Bas' Masende
- Tchifume
- Nkonzo
- Buesi
- Monge-Tchikame
- Tchimbebote
- Nguani
- Tchinkafi
- Bikule
- Tchingogolo
- Tchingoli
- Mvumba
- Lubunga
- Mbila
- Tchivoka
- Tchibuende
- Kaku-li-Mipli
- Kondi (Befoueti)
- Tchitambe
- Ngatchissanga
- Tchiniambi
- Mindu
- Nkugni
- Mbayi
- Tchitambe
- Tchi-Ndjili
- Tchiali
- Mpang'Mpili
- Tchikuyu
- Ngola
- Tchisofo
- Sondzi
- Bisundi
- Nganda-Mpila
- Mbembi
- Tchifingu
- Mbanda

### Makola - M'Boukou - Tchikanou
- Bas' Lukola
- Tchindika
- Tchimange
- Kaku
- Muange
- Ngandu
- Tchinundji
- Tchiniambi
- Tchûndu
- Tchimbusi
- Kaku-li-Mpili

### Hinda- Tchitondi - N'Gondji
- Bas' Tchinasi-Tchi-Nkungu
- Tchimbanda
- Tchingombi-Kulinde
- Tchitombe Nkame
- Tchingande Mbange
- Tchiniambi
- Lusimina
- Tchiyendji
- Bas' Tchiyendji
- Tchikame-Tchi-Vindulu
- Biffinge
- Tchilale
- Tchibanza
- Mandu
- Tchimpane
- Lukola
- Tchimpanene
- Lusala
- Lutala
- Kubongo-i-Nkusu
- Mbondo-i-Mbinga
- Mbondo
- Ngweela
- Tchifungu
- Binage
- Tchimange

### Mayombe-M'Vouti
- Bas' Bumvuti
- Bikule
- Mbayi
- Tchiyendji
- Bass Tchiyendji
- Tchi-Mpesi
- Tchisumbe
- Nkugni
- Buvumbi
- Malengi
- Kondi
- M'mandu (Ba Ngongo)
- Buesi
- Tchintundu
- Tchitumbe
- Tchisesi
- Mbange
- Tchikusomvi
- Nkata
- Kimbuatufi
- Luanguidi
- Ba Yala
- Ntundu (MBenza...)
- Kaï Poba
- Mbamba

### Kakamoeka- Mfilou - Ndinga - Magne - Loaka - Doumanga - Nseko - Nkamba - Mbena - Boungolo - Bisinzi - Safou - Tchibitekuende - Mpele Nange - Fevrier - Mindou - Dola
- Bas' Lomvo
- Numbi
- Bukoyo
- Mbene
- Nsumba
- Kiongo
- Kibinze
- Bekambu
- Be Mandu
- Sesi
- Ndumbi
- Kongo
- Be Nzabi
- Kondi
- Kiyendzi
- N'Yema
- Bukoyo
- Bayombe

### Mongo Puku- Kufoli - Mpuku - Siafumu - Ntukakata - Nkabikada - Tchimana - Tchibala - Luvuiti - Mbota
- Bas' Ndimbe
- Nzemba
- Tchisengili
- Tchignoka
- Tchinganga Kufoli
- Tchisimbe
- Tchinone
- Tchimpuku
- Makasu
- Mpanga
- Mpuku
- Tchiyendji
- Tchimana

### Ngounié
- Musi Muwa
- Ngyeno
- A-Kongo
- Loango

Dans ses pérégrinations à travers le Gabon, Mgr André Raponda-Walker, métis britannique et Mpongwé du Gabon, remarque que les clans Vili de la Ngounié, réduits à quatre, se nomment: musi-Muwa, musi-Ngyeno, musi-a-Kongo et musi-Loango. Mgr Walker suppose d'après les deux dernières appellations, que les Vili de la Ngounié seraient venus des bords du Congo ou du pays de Loango. Il ajoute toutefois que les Vili parlent une langue identique à celle des Nzabi de Mbigou; cette langue ayant de lointaines affinités avec certains idiomes Bakongo et Vili de Loango.
Rappelons ici que Musi tout comme Bas' cité précédemment, signifie "les gens de la contrée ou du clan de". En vili de Loango, le singulier de Bas’ se dit Mus’ (l'homme ou la femme de la contrée ou du clan de).